# Hjörtur Hermannsson
En aquest nom islandès, el darrer nom és un patronímic, no pas un cognom. La manera de referir-se a aquesta persona és pel nom de pila.
Hjörtur Hermannsson (nascut el 8 de febrer de 1995) és un jugador de futbol d'Islàndia que actualment juga amb l'IFK Göteborg, cedit pel PSV Eindhoven, com a defensa central.